# Schlieffnov načrt
Schlieffnov načrt je bil strateški načrt nemškega generalštaba pred prvo svetovno vojno (leta 1905), katerega glavni namen je bil vojaški poraz tako Francije kot Rusije, njegov načrt bojevanja pa je predvideval tudi, da ne bosta odprti obe fronti istočasno. Osnova načrta je bil hiter prodor v Francijo preko dežel Beneluksa in zavzetje Pariza, kar bi Francijo prisililo k vdaji. Po kapitulaciji Francije bi nemško vojsko premaknili na vzhod in s hitro akcijo porazili še Rusijo. Načrt je temeljil na prepričanju, da Rusija ne bo zmogla hitre mobilizacije in bo po porazu Francije še vedno nepripravljena na vojno.

Predvidevanja:
-nevtralnost Velike Britanije,
-Italija se bo borila na strani trozveze,
-prost prehod preko Belgije do Francije,
-Nemčija bo najprej napadla Francijo, še preden bo Rusija uspela mobilizirati svoje sile.

## Pregled
Načrt je dobil ime po njegovem idejnem »očetu«, Alfredu von Schlieffnu. Po ustanovitvi antante med Združenim kraljestvom in Francijo je nemški cesar Viljem II. zahteval od načelnika nemškega generalštaba, Schlieffna, izdelavo načrta, ki bi v primeru vojne zagotovil zmago Nemčije nad antanto. Schlieffen je načrt predstavil decembra leta 1905, po njem pa naj bi s hitro mobilizacijo Nemčija začela vojno, nato pa preko sicer nevtralnih držav Belgije in Luksemburga na desnem krilu vdrla na ozemlje Francije. Med tem naj bi se v centralnem delu in na levem krilu v Loreni, Mozeli in Vogezih izvajale defenzivne akcije. Po načrtu naj bi Pariz dosegli v 39 dneh, nato pa bi glavnino svojih sil premaknili v Prusijo, od koder naj bi začeli prodirati proti Moskvi.